# Herrarnas poänglopp i bancykling vid olympiska sommarspelen 2004
Herrarnas poänglopp i bancykling vid olympiska sommarspelen 2004 ägde rum i Parnitha Olympic Mountain Bike Venue.
Detta bancykelformat består av ett enda lopp. Loppet är 40 kilometer långt, vilket motsvarar 160 varv. Den cyklist som i slutet av loppet fått först poäng vinner. Det finns två sätt att ta poäng på; det första sättet är att varva gruppen. Varje gång en cyklist tar ett helt varv på klungan, får han 20 poäng. Om en cyklist tappar ett helt varv till klungan, förlorar han å andra sidan 20 poäng. Det andra sättet att ta poäng på är att ta poäng i spurterna som kommer vart tionde varv. De första cyklisterna får poäng i fallande ordning. Ettan får 5 poäng, tvåan 3 poäng, tvåan 2 poäng och fyran 1 poäng.

## Medaljörer
| Event               | Guld                      | Silver                | Brons                |
| Herrarnas poänglopp | Michail Ignatiev Ryssland | Joan Llaneras Spanien | Guido Fulst Tyskland |

## Resultat
| Rank | Namn                   | Sprint- poäng | Extra varv | Total- poäng |
| ---- | ---------------------- | ------------- | ---------- | ------------ |
| 1    | Michail Ignatiev (RUS) | 13            | 4          | 93           |
| 2    | Joan Llaneras (ESP)    | 22            | 3          | 82           |
| 3    | Guido Fulst (GER)      | 19            | 3          | 79           |
| 4    | Greg Henderson (NZL)   | 18            | 3          | 68           |
| 5    | Milan Kadlec (CZE)     | 15            | 3          | 65           |
| 6    | Mark Renshaw (AUS)     | 20            | 2          | 60           |
| 7    | Peter Schep (NED)      | 18            | 2          | 58           |
| 8    | Angelo Ciccone (ITA)   | 9             | 2          | 49           |
| 9    | Milton Wynants (URU)   | 6             | 2          | 46           |
| 10   | Franck Perque (FRA)    | 3             | 2          | 43           |
| 11   | Marco Arriagada (CHI)  | 5             | 1          | 25           |
| 12   | Yauheni Sobal (BLR)    | 4             | 1          | 24           |
| 13   | Juan Curuchet (ARG)    | 3             | 1          | 23           |
| 14   | Colby Pearce (USA)     | 3             | 1          | 23           |
| 15   | Alexey Kolessov (KAZ)  | 2             | 1          | 22           |
| 16   | Makoto Iijima (JPN)    | 13            | 0          | 13           |
| 17   | Franz Stocher (AUT)    | 9             | 0          | 9            |
| 18   | Matthew Gilmore (BEL)  | 7             | 0          | 7            |
| 19   | Vasyl Yakovlev (UKR)   | 3             | 0          | 3            |
| 20   | Wong Kam Po (CHN)      | 2             | 0          | 2            |
| —    | Chris Newton (GBR)     | DNF           | DNF        | DNF          |
| —    | Mahdi Sohrabi (IRI)    | DNF           | DNF        | DNF          |
| —    | Tomas Vaitkus (LTU)    | DNF           | DNF        | DNF          |

* (DNF = Did Not Finish (Avslutade ej loppet))